# Rambla del Juncaret

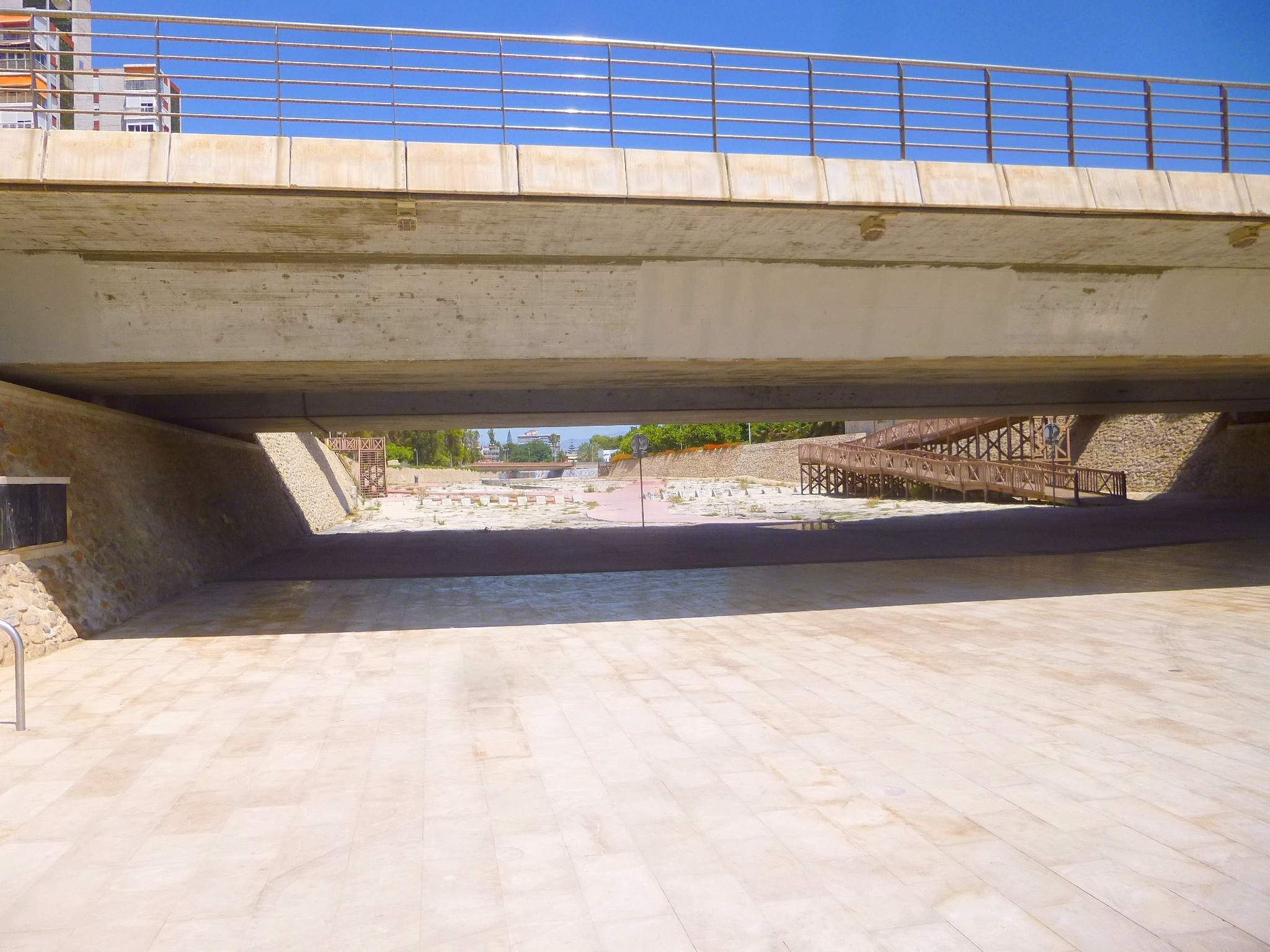
Desembocadura de la rambla del Juncaret en la playa de la Albufereta.

La rambla del Juncaret o barranco del Juncaret es un curso de agua de la provincia de Alicante que desemboca sus aguas en la playa de la Albufereta, en la ciudad de Alicante, donde recibe tradicionalmente el nombre de "barranco de Maldo". La cabecera de la rambla se encuentra en el término municipal de Muchamiel, pasa por los barrios de la ciudad de Alicante de Tángel y Santa Faz y más adelante recibe una rambla afuente, la de Orgegia, que recoge las aguas de las lomas del Garbinet, Villafranqueza y el barrio de los Girasoles de San Vicente del Raspeig.
Ambos barrancos fueron canalizados en 2005, ya que sus crecidas han provocado a lo largo de la historia numerosas inundaciones. El Monasterio de Santa Faz se construyó junto a su cauce y en algunas ocasiones el agua ha superado el metro de altura en su interior. Las inundaciones de 1982, 1987 y 1997 anegaron los barrios de Santa Faz y Albufereta. Tras su canalización se le dotó de mayor capacidad y además ha sido desviado en Santa Faz, de modo que bordea el antiguo caserío. Los nuevos cauces del Juncaret y Orgegia se construyeron con un lecho de hormigón, aun así no impide el crecimiento de vegetación (como palmito) que deben ser eliminadas periódicamente.